# Edgar Viies
Edgar Viies fue un escultor de Estonia, nacido el 12 de enero de 1931 en Simititsa y fallecido el 20 de septiembre de 2006. 

## Datos biográficos
Nacido en el seno de una familia de agricultores, en un asentamiento agrícola de Estonia.
Estudió de 1951 a 1952 en la Academia de Bellas Artes de Estonia, Tallin. Después viqajó para estudiar en la Academia de las Artes de Leningrado, institución renombrada en memoria del pintor Iliá Repin, donde se graduó en 1958.
A lo largo de las décadas de 1960 y 1970, Edgar Viies renovó de forma significativa el lenguaje de la escultura estonia , sobreponiendo a los motivos conservadores las formas de la escultura abstracta con nuevos materiales, aluminio y hierro soldado.
Edgar Viies ha creado muchas esculturas públicas en Tallin, Tartu y Viljandi, los monumentos a Jaan Koort, Friedebert Tuglas, al pintor Johann Köler, y numerosas creaciones independientes en la cumbre de la era moderna de Estonia. La mejor parte de sus obras, se conservan en la colección del Museo de Arte de Estonia en Tartu y en la colección de la Casa de las Artes en Tallin. Varias obras de Edgar han sido expuestas en el museo de arte Kumu de Tartu.
Su última obra maestra data del año 2006. Durante el verano fue inaugurada una fuente en Viljandi, con la escultura "Pastoraal allikal".
El año 1974 el escultor obtuvo el Premio de el arte Kristjan Raua.

## Filmografía
- Three Sculptors, documental.

Director Mark Soosaar, Estonia 2005, 25 minutos
Introducción de Mark Soosaar, en idioma estonio.